# Alpiner South American Cup 2022
Die Saison 2022 des alpinen South American Cups fand von Anfang August bis Anfang Oktober 2022 an sechs Austragungsorten in Argentinien und Chile statt und war – wie auch die anderen Kontinentalrennserien des internationalen Ski-Verbandes FIS – ein Unterbau zum Weltcup. Sie zählte laut FIS-Regularien bereits zur jahresübergreifenden Wettbewerbssaison 2022/23. Für Herren und Damen wurden jeweils 19 Rennen am selben Ort organisiert. Es war die erste Austragung des Alpinen South American Cup seit 2019. Die Austragungen 2020 und 2021 konnten aufgrund der COVID-19-Pandemie nicht stattfinden.

## Cupwertungen

### Gesamt
| Rang | Athlet                         | Punkte |
| ---- | ------------------------------ | ------ |
| 1    | Tiziano Gravier                | 721    |
| 2    | Henrik von Appen               | 715    |
| 3    | Andrés Figueroa                | 626    |
| 4    | Delfin van Ditmar              | 398    |
| 5    | Cristian Javier Simari Birkner | 369    |

| Rang | Athletin                  | Punkte |
| ---- | ------------------------- | ------ |
| 1    | Lara Colturi              | 879    |
| 2    | Francesca Baruzzi Farriol | 591    |
| 3    | Malin Sofie Sund          | 400    |
| 5    | Sofia Bogni Barry         | 357    |
| 4    | Hanna Aronsson Elfman     | 290    |

### Abfahrt
| Rang | Athlet                | Punkte |
| ---- | --------------------- | ------ |
| 1    | Henrik von Appen      | 360    |
| 2    | Jacob Schramm         | 180    |
| 3    | Miha Hrobat           | 160    |
| 4    | Tiziano Gravier       | 150    |
| 4    | Roy-Alexander Steudle | 149    |

| Rang | Athletin            | Punkte |
| ---- | ------------------- | ------ |
| 1    | Malin Sofie Sund    | 200    |
| 2    | Sabrina Maier       | 180    |
| 2    | Vanessa Nussbaumer  | 180    |
| 4    | Sofia Bogni Barry   | 140    |
| 5    | Elvedina Muzaferija | 120    |

### Super-G
| Rang | Athlet           | Punkte |
| ---- | ---------------- | ------ |
| 1    | Henrik von Appen | 195    |
| 2    | Johan Clarey     | 160    |
| 2    | Cyprien Sarrazin | 160    |
| 4    | Matthieu Bailet  | 116    |
| 4    | Martin Čater     | 116    |

| Rang | Athletin                  | Punkte |
| ---- | ------------------------- | ------ |
| 1    | Tricia Mangan             | 200    |
| 2    | Lara Colturi              | 160    |
| 3    | Elvedina Muzaferija       | 120    |
| 4    | Malin Sofie Sund          | 100    |
| 5    | Francesca Baruzzi Farriol | 95     |
| 5    | Stefanie Fleckenstein     | 95     |

### Riesenslalom
| Rang | Athlet                  | Punkte |
| ---- | ----------------------- | ------ |
| 1    | Nicolas Pirozzi         | 213    |
| 2    | Delfin van Ditmar       | 212    |
| 3    | Andrés Figueroa         | 205    |
| 4    | Tiziano Gravier         | 179    |
| 5    | Tomás Birkner de Miguel | 140    |

| Rang | Athletin                   | Punkte |
| ---- | -------------------------- | ------ |
| 1    | Lara Colturi               | 345    |
| 2    | Francesca Baruzzi Farriol  | 220    |
| 3    | Sarah Schleper de Gaxiola  | 200    |
| 4    | Lisa Nyberg                | 160    |
| 5    | María Belén Simari Birkner | 141    |

### Slalom
| Rang | Athlet                         | Punkte |
| ---- | ------------------------------ | ------ |
| 1    | Andrés Figueroa                | 271    |
| 2    | Cristian Javier Simari Birkner | 257    |
| 3    | Delfin van Ditmar              | 162    |
| 4    | Juan Del Campo                 | 160    |
| 5    | Tiziano Gravier                | 145    |

| Rang | Athletin                  | Punkte |
| ---- | ------------------------- | ------ |
| 1    | Lara Colturi              | 274    |
| 2    | Francesca Baruzzi Farriol | 196    |
| 3    | Hanna Aronsson Elfman     | 180    |
| 4    | Chiara Pogneaux           | 160    |
| 5    | Giselle Gorringe          | 140    |

### Kombination
| Rang | Athlet           | Punkte |
| ---- | ---------------- | ------ |
| 1    | Tiziano Gravier  | 180    |
| 2    | Henrik von Appen | 160    |
| 3    | Bautista Alarcon | 90     |
| 4    | Laiken Roth      | 60     |
| 5    | Andrés Figueroa  | 76     |

| Rang | Athletin                  | Punkte |
| ---- | ------------------------- | ------ |
| 1    | Lara Colturi              | 100    |
| 1    | Malin Sofie Sund          | 100    |
| 3    | Francesca Baruzzi Farriol | 80     |
| 3    | Sofia Bogni Barry         | 80     |
| 5    | Florencia Aramburo        | 60     |

## Podestplatzierungen Herren

### Abfahrt
| Datum      | Ort            | 1. Platz         | 2. Platz                       | 3. Platz         |
| ---------- | -------------- | ---------------- | ------------------------------ | ---------------- |
| 30.08.2022 | La Parva (CHI) | Miha Hrobat      | Jacob Schramm Henrik von Appen |                  |
| 30.08.2022 | La Parva (CHI) | Jacob Schramm    | Henrik von Appen               | Miha Hrobat      |
| 27.09.2022 | Corralco (CHI) | Henrik von Appen | Stefan Eichberger              | Andreas Ploier   |
| 28.09.2022 | Corralco (CHI) | Henrik von Appen | Andreas Ploier                 | Manuel Traninger |

### Super-G
| Datum      | Ort            | 1. Platz         | 2. Platz        | 3. Platz              |
| ---------- | -------------- | ---------------- | --------------- | --------------------- |
| 31.08.2022 | La Parva (CHI) | Johan Clarey     | Martin Čater    | Cyprien Sarrazin      |
| 31.08.2022 | La Parva (CHI) | Cyprien Sarrazin | Matthieu Bailet | Johan Clarey          |
| 29.09.2022 | Corralco (CHI) | Henrik von Appen | Sven von Appen  | Roy-Alexander Steudle |

### Riesenslalom
| Datum      | Ort                  | 1. Platz          | 2. Platz                | 3. Platz                |
| ---------- | -------------------- | ----------------- | ----------------------- | ----------------------- |
| 05.08.2022 | Chapelco (ARG)       | Nicolas Pirozzi   | Tiziano Gravier         | Tomás Birkner de Miguel |
| 09.08.2022 | Cerro Catedral (ARG) | Andrés Figueroa   | Tomás Birkner de Miguel | Delfin van Ditmar       |
| 27.08.2022 | El Colorado (CHI)    | Delfin van Ditmar | Andrés Figueroa         | Nicolas Pirozzi         |
| 12.09.2022 | Cerro Castor (ARG)   | Giovanni Borsotti | Filippo Della Vite      | Simon Maurberger        |
| 13.09.2022 | Cerro Castor (ARG)   | Alex Vinatzer     | Tobias Kastlunger       | Manuel Ploner           |

### Slalom
| Datum      | Ort                  | 1. Platz         | 2. Platz                       | 3. Platz                       |
| ---------- | -------------------- | ---------------- | ------------------------------ | ------------------------------ |
| 10.08.2022 | Cerro Catedral (ARG) | Andrés Figueroa  | Delfin van Ditmar              | Cristian Javier Simari Birkner |
| 11.08.2022 | Cerro Catedral (ARG) | Andrés Figueroa  | Cristian Javier Simari Birkner | Oliver Parazette               |
| 28.08.2022 | La Parva (CHI)       | Akira Sasaki     | Cristian Javier Simari Birkner | Andrés Figueroa                |
| 14.09.2022 | Cerro Castor (ARG)   | Juan Del Campo   | Axel Esteve                    | Tobias Kastlunger              |
| 15.09.2022 | Cerro Castor (ARG)   | Joaquim Salarich | Thibaut Favrot                 | Juan Del Campo                 |

### Kombination
| Datum      | Ort            | 1. Platz         | 2. Platz        | 3. Platz             |
| ---------- | -------------- | ---------------- | --------------- | -------------------- |
| 01.09.2022 | La Parva (CHI) | Henrik von Appen | Tiziano Gravier | Samuel Todd-Saunders |
| 30.09.2022 | Corralco (CHI) | Tiziano Gravier  | Laiken Roth     | Henrik von Appen     |

## Podestplatzierungen Damen

### Abfahrt
| Datum      | Ort            | 1. Platz           | 2. Platz           | 3. Platz            |
| ---------- | -------------- | ------------------ | ------------------ | ------------------- |
| 30.08.2022 | La Parva (CHI) | Vanessa Nussbaumer | Sabrina Maier      | Elvedina Muzaferija |
| 30.08.2022 | La Parva (CHI) | Sabrina Maier      | Vanessa Nussbaumer | Elvedina Muzaferija |
| 27.09.2022 | Corralco (CHI) | Malin Sofie Sund   | Florencia Aramburo | Sofia Bogni Barry   |
| 28.09.2022 | Corralco (CHI) | Malin Sofie Sund   | Sofia Bogni Barry  | Jazmin Fernandez    |

### Super-G
| Datum      | Ort            | 1. Platz         | 2. Platz           | 3. Platz            |
| ---------- | -------------- | ---------------- | ------------------ | ------------------- |
| 31.08.2022 | La Parva (CHI) | Tricia Mangan    | Lara Colturi       | Elvedina Muzaferija |
| 31.08.2022 | La Parva (CHI) | Tricia Mangan    | Lara Colturi       | Elvedina Muzaferija |
| 29.09.2022 | Corralco (CHI) | Malin Sofie Sund | Florencia Aramburo | Sofia Bogni Barry   |

### Riesenslalom
| Datum      | Ort                  | 1. Platz      | 2. Platz                  | 3. Platz                  |
| ---------- | -------------------- | ------------- | ------------------------- | ------------------------- |
| 05.08.2022 | Chapelco (ARG)       | Lara Colturi  | Francesca Baruzzi Farriol | Sarah Schleper de Gaxiola |
| 09.08.2022 | Cerro Catedral (ARG) | Lara Colturi  | Sarah Schleper de Gaxiola | Francesca Baruzzi Farriol |
| 27.08.2022 | El Colorado (CHI)    | Lara Colturi  | Francesca Baruzzi Farriol | Sarah Schleper de Gaxiola |
| 12.09.2022 | Cerro Castor (ARG)   | Sara Hector   | Lisa Nyberg               | Estelle Alphand           |
| 13.09.2022 | Cerro Castor (ARG)   | Hilma Lövblom | Lisa Nyberg               | Hanna Aronsson Elfman     |

### Slalom
| Datum      | Ort                  | 1. Platz                  | 2. Platz                  | 3. Platz                   |
| ---------- | -------------------- | ------------------------- | ------------------------- | -------------------------- |
| 10.08.2022 | Cerro Catedral (ARG) | Francesca Baruzzi Farriol | Giselle Gorringe          | María Belén Simari Birkner |
| 11.08.2022 | Cerro Catedral (ARG) | Lara Colturi              | Marie-Penelope Robinson   | Giselle Gorringe           |
| 28.08.2022 | La Parva (CHI)       | Lara Colturi              | Francesca Baruzzi Farriol | Chloe Lathrop              |
| 14.09.2022 | Cerro Castor (ARG)   | Hanna Aronsson Elfman     | Charlotta Säfvenberg      | Chiara Pogneaux            |
| 15.09.2022 | Cerro Castor (ARG)   | Chiara Pogneaux           | Hanna Aronsson Elfman     | Lara Della Mea             |

### Kombination
| Datum      | Ort            | 1. Platz         | 2. Platz                  | 3. Platz           |
| ---------- | -------------- | ---------------- | ------------------------- | ------------------ |
| 01.09.2022 | La Parva (CHI) | Lara Colturi     | Francesca Baruzzi Farriol | Matilde Pinilla    |
| 30.09.2022 | Corralco (CHI) | Malin Sofie Sund | Sofia Bogni Barry         | Florencia Aramburo |

Anmerkung: Matilde Pinilla erreichte zwar als dritte und letzte Läuferin das Ziel, erhielt allerdings aufgrund des hohen Rückstandes keine Punkte.